# Timocrazia
La timocrazia (dal greco τιμοκρατία timokratìa, composto di τιμή timè «onore» e κρατία kratìa «governo») è un tipo di governo in cui diritti e doveri del cittadino sono stabiliti secondo classi censitarie, cioè in base alle ricchezze possedute. Se ne trova menzione per la prima volta nell'antica Grecia, in particolare in Platone e Aristotele.
Platone considerava la timocrazia una forma di governo oligarchica, ovvero di una minoranza, facendo però una distinzione netta fra il "governo dell'onore" (quindi la timocrazia in senso stretto) e il "governo del censo" (cioè l'oligarchia vera e propria), giudicando il primo migliore del secondo. Aristotele, invece, discerne il caso in cui la divisione censitaria escluda la maggioranza o la minoranza della popolazione: nel secondo caso, secondo il filosofo, si può avere democrazia. Un esempio di questa ultima forma può essere la costituzione beotica del IV secolo a.C., che pure limitava i diritti agli opliti, cittadini di "classe media" abbastanza ricchi da potersi armare a proprie spese, e che nell'esercito greco costituivano la fanteria pesante.

## Storia
Governi timocratici si sono succeduti in molte poleis greche, anche nelle più note Sparta e Atene. Aristotele riprese le dottrine platoniche e la indicò tra le forme di governo cosiddette perfette, accanto alla monarchia e all'aristocrazia, mentre nelle altre tre i due filosofi inserirono la democrazia, a loro giudizio la migliore tra le imperfette, ma suscettibile di alcune critiche (come l'alto rischio di tirannide cui era all'epoca soggetta).
Le timocrazie delle poleis greche erano in genere delle Repubbliche formalmente partecipative, in cui però la classe politica diveniva tale in virtù del proprio censo, ossia in base alla ricchezza posseduta, oppure in virtù del proprio onore militare, come avveniva a Sparta . Secondo alcuni studiosi è una forma deviata di governo democratico, secondo altri si verifica con l'evolversi naturale dell'oligarchia verso la democrazia. Tommaso d'Aquino distinse così la timocrazia dalla democrazia: nonostante siano state entrambe istituite nell'interesse di tutti, la timocrazia promuove indistintamente gli interessi dei ricchi e dei poveri, mentre la democrazia terrebbe in special modo a cuore il bene delle classi più povere.

### Solone
La timocrazia fu introdotta ad Atene all'inizio del VI secolo a.C. da Solone, il quale cercò una soluzione di compromesso tra la volontà dell'aristocrazia di restare a capo della polis, e le istanze delle classi emergenti (mercanti, ricchi senza titolo nobiliare). La costituzione soloniana inoltre introdusse forme di tutela dei ceti contadini, più poveri, come la soppressione della riduzione in schiavitù per i troppi debiti contratti.
Solone, pertanto, nell'intento di creare forme di mobilità sociale e di offrire i diritti politici a tutti i cittadini, sostituì alle quattro tribù gentilizie quattro nuove tribù in cui distribuì la cittadinanza in base al censo, ricavato dalle rendite dei poderi posseduti:
- Pentacosiomedimni: che ogni anno ricavavano più di 500 medimni di grano dai loro campi.
- Cavalieri (o Triacosiomedimni): coloro che potevano mantenere un cavallo o ricavavano tra 500 e 300 medimni di grano.
- Zeugiti: ricavavano tra 300 e 200 medimni di grano.
- Teti: la maggioranza, i lavoranti dei campi, coloro che guadagnando meno di 200 medimni di grano, non esercitavano alcuna magistratura esecutiva ma potevano partecipare alle assemblee e ai tribunali.

### A Roma
Anche a Roma in epoca monarchica (intorno alla metà del VI secolo a.C.) il re Servio Tullio concedette dei privilegi ai cittadini romani non appartenenti alla nobiltà romana, attuando di fatto una Costituzione censuaria di tipo timocratico.
Forme di timocrazia moderna si possono ricercare nelle prime monarchie costituzionali europee a suffragio censuario, come quella in vigore nel Regno d'Italia fino al 1912.